# Younes Ahamdi
Younes Al-Ahamdi (ar.يونس الأحمدي ;ur. 14 kwietnia 1976) – marokański judoka. Dwukrotny olimpijczyk. Odpadł w eliminacjach w Atenach 2004 i trzynasty w Pekinie 2008. Walczył w wadze ekstralekkiej.
Uczestnik mistrzostw świata w 1998 i 2003. Startował w Pucharze Świata w 1999, 2001 i 2002. Mistrz Afryki w 2004 i 2008; trzeci w 2004. Brązowy medalista igrzysk frankofońskich w 2005 roku.

## Letnie Igrzyska Olimpijskie 2004
| Konkurencja | Eliminacje                | Klas. końcowa |
| Konkurencja | Przeciwnik I              | Miejsce       |
| ----------- | ------------------------- | ------------- |
| 60 kg       | Jewgienij Staniew (RUS) P | I runda       |

## Letnie Igrzyska Olimpijskie 2008
| Konkurencja | Eliminacje              | Repasaże             | Klas. końcowa |
| Konkurencja | Przeciwnik I            | Przeciwnik I         | Miejsce       |
| ----------- | ----------------------- | -------------------- | ------------- |
| 60 kg       | Ludwig Paischer (AUT) P | Craig Fallon (GBR) P | 13.           |